# 12e cérémonie des Screen Actors Guild Awards
La 12e cérémonie des Screen Actors Guild Awards, décernés par la Screen Actors Guild, a eu lieu le 29 janvier 2006, et a récompensé les acteurs et actrices du cinéma et de la télévision ayant tourné en 2005.

## Palmarès et nominations

### Cinéma

#### Meilleur acteur dans un premier rôle
- Philip Seymour Hoffman pour le rôle de Truman Capote dans Truman Capote (Capote)
  - Heath Ledger pour le rôle d'Ennis del Mar dans Le Secret de Brokeback Mountain (Brokeback Mountain)
  - David Strathairn pour le rôle d'Edward R. Murrow dans Good Night and Good Luck
  - Joaquin Phoenix pour le rôle de Johnny Cash dans Walk the Line
  - Russell Crowe pour le rôle de James J. Braddock dans De l'ombre à la lumière (Cinderella Man)

#### Meilleure actrice dans un premier rôle
- Reese Witherspoon pour le rôle de June Carter dans Walk the Line
  - Judi Dench pour le rôle de Laura Henderson dans Madame Henderson présente (Mrs Henderson Presents)
  - Felicity Huffman pour le rôle de Bree dans Transamerica
  - Charlize Theron pour le rôle de Josey Aimes dans L'Affaire Josey Aimes (North Country)
  - Zhang Ziyi pour le rôle de Chiyo Sakamoto / Sayuri dans Mémoires d’une geisha (Memoirs of a Geisha)

#### Meilleur acteur dans un second rôle
- Paul Giamatti pour le rôle de Joe Gould dans De l'ombre à la lumière (Cinderella Man)
  - Don Cheadle pour le rôle de Graham Waters dans Collision (Crash)
  - George Clooney pour le rôle de Bob Barnes dans Syriana
  - Matt Dillon pour le rôle de John Ryan dans Collision (Crash)
  - Jake Gyllenhaal pour le rôle de Jack Twist  dans Le Secret de Brokeback Mountain (Brokeback Mountain)

#### Meilleure actrice dans un second rôle
- Rachel Weisz pour le rôle de Tessa Quayle dans The Constant Gardener
  - Amy Adams pour le rôle d'Ashley Johnsten dans Junebug
  - Catherine Keener pour le rôle de Nelle Harper Lee dans Truman Capote (Capote)
  - Frances McDormand pour le rôle de Glory Dodge dans L'Affaire Josey Aimes (North Country)
  - Michelle Williams pour le rôle d'Alma Beers-del Mar dans Le Secret de Brokeback Mountain (Brokeback Mountain)

#### Meilleure distribution
- Collision (Crash)
  - Le Secret de Brokeback Mountain (Brokeback Mountain)
  - Truman Capote (Capote)
  - Good Night and Good Luck
  - Hustle et Flow (Hustle & Flow)

### Télévision
Note : le symbole « ♕ » rappelle le gagnant de l'année précédente (si nomination).

#### Meilleur acteur dans une série dramatique
- Kiefer Sutherland pour le rôle de Jack Bauer dans 24 heures chrono (24)
  - Alan Alda pour le rôle d'Arnold Vinick dans À la Maison-Blanche (The West Wing)
  - Patrick Dempsey pour le rôle du Dr Derek Shepherd dans Grey's Anatomy
  - Hugh Laurie pour le rôle du Dr Gregory House dans Dr House (House)
  - Ian McShane pour le rôle d'Al Swearengen dans Deadwood

#### Meilleure actrice dans une série dramatique
- Sandra Oh pour le rôle du Dr Cristina Yang dans Grey's Anatomy
  - Patricia Arquette pour le rôle d'Allison DuBois dans Médium (Medium)
  - Geena Davis pour le rôle de Mackenzie Allen dans Commander in Chief
  - Mariska Hargitay pour le rôle d'Olivia Benson dans New York, unité spéciale (Law & Order: Special Victims Unit)
  - Kyra Sedgwick pour le rôle de Brenda Leigh Johnson dans The Closer

#### Meilleure distribution pour une série dramatique
- Lost : Les Disparus (Lost)
  - Grey's Anatomy
  - The Closer : L.A. enquêtes prioritaires (The Closer)
  - Six Feet Under (Six Feet Under)
  - À la Maison-Blanche (The West Wing)

#### Meilleur acteur dans une série comique
- Sean Hayes pour le rôle de Jack McFarland dans Will et Grace (Will & Grace)
  - Larry David pour son propre rôle dans Larry et son nombril (Curb Your Enthusiasm)
  - Jason Lee pour le rôle d'Earl J. Hickey dans Earl (My Name Is Earl)
  - William Shatner pour le rôle de Denny Crane dans Boston Justice (Boston Legal)
  - James Spader pour le rôle d'Alan Shore dans Boston Justice (Boston Legal)

#### Meilleure actrice dans une série comique
- Felicity Huffman pour le rôle de Lynette Scavo dans Desperate Housewives
  - Candice Bergen pour le rôle de Shirley Schmidt dans Boston Justice (Boston Legal)
  - Patricia Heaton pour le rôle de Debra Barone dans Tout le monde aime Raymond (Everybody Loves Raymond)
  - Megan Mullally pour le rôle de Karen Walker dans Will et Grace (Will & Grace)
  - Mary-Louise Parker pour le rôle de Nancy Botwin dans Weeds

#### Meilleure distribution pour une série comique
- Desperate Housewives ♕
  - Arrested Development
  - Boston Justice (Boston Legal)
  - Larry et son nombril (Curb Your Enthusiasm)
  - Earl (My Name Is Earl)

#### Meilleur acteur dans un téléfilm ou dans une minisérie
- Paul Newman pour le rôle de Max Roby dans Empire Falls
  - Kenneth Branagh pour le rôle de Franklin D. Roosevelt dans Warm Springs
  - Ted Danson pour le rôle de Richard dans Knights of the South Bronx
  - Ed Harris pour le rôle de Miles Roby dans Empire Falls
  - Christopher Plummer pour le rôle du Cardinal Bernard Law dans Our Fathers

#### Meilleure actrice dans un téléfilm ou dans une minisérie
- S. Epatha Merkerson pour le rôle de Rachel "Nanny" Crosby dans Lackawanna Blues
  - Tonantzin Carmelo pour le rôle de « Femme au cœur de tonnerre » dans Into the West
  - Cynthia Nixon pour le rôle de Eleanor Roosevelt dans Warm Springs
  - Robin Wright Penn pour le rôle de Grace Roby dans Empire Falls
  - Joanne Woodward pour le rôle de Francine Whiting dans Empire Falls

### Screen Actors Guild Life Achievement Award
- Shirley Temple Black

## Récompenses et nominations multiples

### Nominations multiples

#### Cinéma
4 : Le Secret de Brokeback Mountain
3 : Collision, Truman Capote
2 : Walk the Line, Good Night and Good Luck, L'Affaire Josey Aimes, Little Children, Dreamgirls

#### Télévision
4 : Boston Justice, Empire Falls
3 : Grey's Anatomy
2 : À la Maison-Blanche, Desperate Housewives, Will et Grace, Larry et son nombril, Earl, Warm Springs

### Récompenses  multiples

#### Télévision
2/2 : Desperate Housewives